# Tŕnie
Tŕnie (bis 1973 slowakisch „Trnie“; ungarisch Zólyomternye – bis 1907 Ternye) ist eine Gemeinde in der Mittelslowakei mit 427 Einwohnern (Stand 31. Dezember 2024) und gehört zum Okres Zvolen, einem Kreis des Banskobystrický kraj.

## Geographie

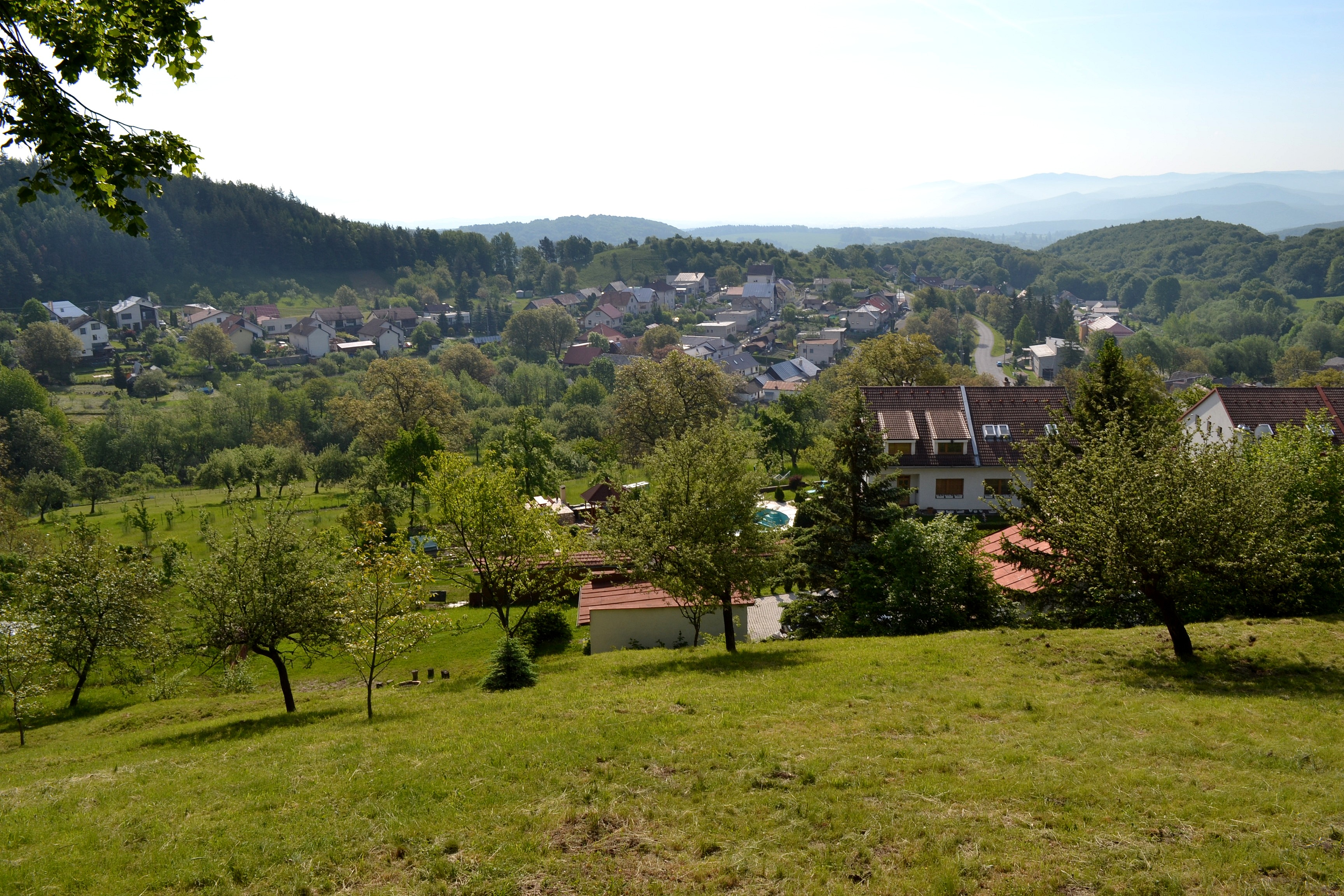
Tŕnie, von der Kirche gesehen

Die Gemeinde befindet sich in den Kremnitzer Bergen im Tal eines Zuflusses des Baches Turová. In der Umgebung treten Andesitgestein und pyroklastische Sedimente auf. Das Ortszentrum liegt auf einer Höhe von 516 m n.m. und ist 13 Kilometer von Zvolen entfernt.
Verwaltungstechnisch besteht die Gemeinde aus den Katastralgemeinden Tŕnie (Hauptort), Budička und Kašova Lehôtka (beide 1925 eingemeindet).
Nachbargemeinden sind Sliač (Stadtteil Hájniky) im Norden, Turová im Osten, Budča im Süden, Hronská Dúbrava im Südwesten und Železná Breznica im Westen.

## Geschichte

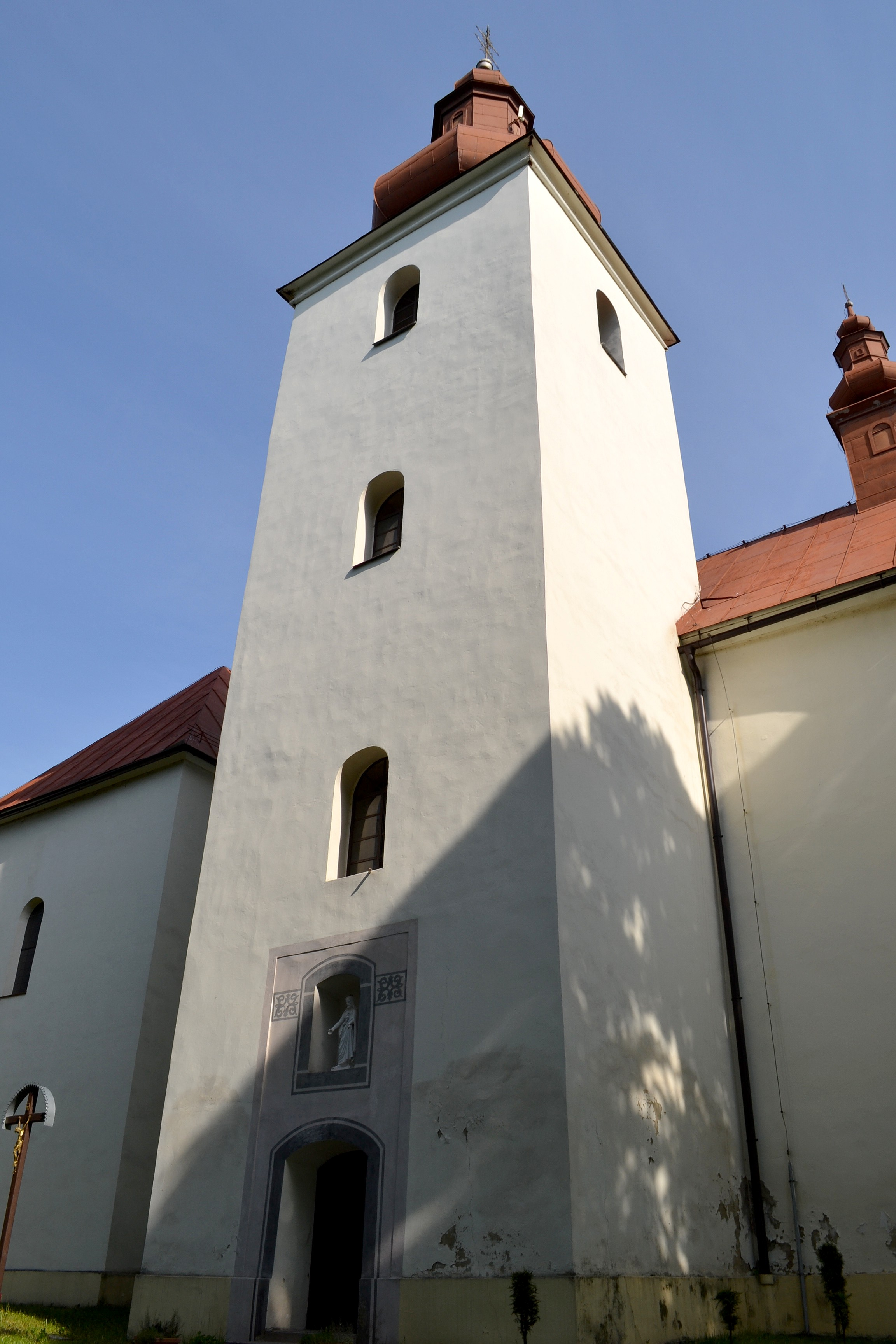
Martinskirche

Tŕnie entstand wahrscheinlich in der zweiten Hälfte des 14. Jahrhunderts und wurde zum ersten Mal 1393 als Thirna schriftlich erwähnt. Damals gehörte das Dorf zum Herrschaftsgebiet von Sohl. 1828 zählte man 32 Häuser und 240 Einwohner, die als Landwirte beschäftigt waren.
Budička wurde zum ersten Mal 1533 schriftlich erwähnt und war damals Besitz der Familie Ostrolúcky. 1828 zählte man neun Häuser und 70 Einwohner, die als Landwirte und Viehhalter beschäftigt waren.
Kašova Lehôtka entstand im 14. Jahrhundert. Die Einwohner waren als Landwirte und Waldarbeiter beschäftigt.
Bis 1918 gehörten die im Komitat Sohl liegenden Orte zum Königreich Ungarn und kamen danach zur Tschechoslowakei beziehungsweise heute Slowakei. 1928 brannte eine Hälfte von Tŕnie aus.

## Bevölkerung
| Jahr                | 1994 | 2004    | 2014     | 2024    |
| ------------------- | ---- | ------- | -------- | ------- |
| Anzahl der Personen | 347  | 362     | 417      | 427     |
| Unterschied         |      | +4,32 % | +15,19 % | +2,39 % |

| Jahr                | 2023 | 2024    |
| ------------------- | ---- | ------- |
| Anzahl der Personen | 429  | 427     |
| Unterschied         |      | −0,46 % |

Nach der Volkszählung 2011 wohnten in Tŕnie 430 Einwohner, davon 388 Slowaken, zwei Magyaren und ein Deutscher. 39 Einwohner machten keine Angabe zur Ethnie.
319 Einwohner bekannten sich zur römisch-katholischen Kirche, sieben Einwohner zur Evangelischen Kirche A. B. sowie jeweils ein Einwohner zur griechisch-katholischen Kirche und zur tschechoslowakischen hussitischen Kirche; ein Einwohner bekannte sich zu einer anderen Konfession. 56 Einwohner waren konfessionslos und bei 45 Einwohnern wurde die Konfession nicht ermittelt.

## Bauwerke
- römisch-katholische Martinskirche in Tŕnie aus dem 14. Jahrhundert, ursprünglich, 1695 und 1726 im Renaissance- beziehungsweise Barockstil neu gestaltet und um den Turm ergänzt
- je ein Holzglockenturm in Budička und Kašova Lehôtka aus dem frühen 20. Jahrhundert
- vier denkmalgeschützte Häuser im regionaltypischen Baustil in Kašova Lehôtka